# Parakasein
Parakasein är det kemiska resultatet av enzymet kymosins verkan på mjölkproteinet kasein. Vid osttillverkning spjälkas mjölkproteinet kasein först till en vattenlöslig form av parakasein som sedan i närvaro av kalcium (Ca2+), som också finns i mjölk, fälls ut som olösligt parakasein, eller kalciumparakaseinat och bildar ostmassan.